# Piłka nożna w Anglii (1909/1910)
Sezon 1909/1910 był 39. w historii angielskiej piłki nożnej.

## Zwycięzcy poszczególnych rozgrywek klubowych w Anglii
| Competition     | Winner           |
| --------------- | ---------------- |
| First Division  | Aston Villa      |
| Second Division | Manchester City  |
| FA Cup          | Newcastle United |
| Charity Shield  | Newcastle United |

## Rozgrywki ligowe

### First Division
|    |                     | M  | Z  | R  | P  | B+ | B- | RB    | Pkt |
| -- | ------------------- | -- | -- | -- | -- | -- | -- | ----- | --- |
| 1  | Aston Villa         | 38 | 23 | 7  | 8  | 84 | 42 | 2.000 | 53  |
| 2  | Liverpool           | 38 | 21 | 6  | 11 | 78 | 57 | 1.368 | 48  |
| 3  | Blackburn Rovers    | 38 | 18 | 9  | 11 | 73 | 55 | 1.327 | 45  |
| 4  | Newcastle United    | 38 | 19 | 7  | 12 | 70 | 56 | 1.250 | 45  |
| 5  | Manchester United   | 38 | 19 | 7  | 12 | 69 | 61 | 1.131 | 45  |
| 6  | Sheffield United    | 38 | 16 | 10 | 12 | 62 | 41 | 1.512 | 42  |
| 7  | Bradford City       | 38 | 17 | 8  | 13 | 64 | 47 | 1.362 | 42  |
| 8  | Sunderland          | 38 | 18 | 5  | 15 | 66 | 51 | 1.294 | 41  |
| 9  | Notts County        | 38 | 15 | 10 | 13 | 67 | 59 | 1.136 | 40  |
| 10 | Everton             | 38 | 16 | 8  | 14 | 51 | 56 | 0.911 | 40  |
| 11 | Sheffield Wednesday | 38 | 15 | 9  | 14 | 60 | 63 | 0.952 | 39  |
| 12 | Preston North End   | 38 | 15 | 5  | 18 | 52 | 58 | 0.897 | 35  |
| 13 | Bury                | 38 | 12 | 9  | 17 | 62 | 66 | 0.939 | 33  |
| 14 | Nottingham Forest   | 38 | 11 | 11 | 16 | 54 | 72 | 0.750 | 33  |
| 15 | Tottenham Hotspur   | 38 | 11 | 10 | 17 | 53 | 69 | 0.768 | 32  |
| 16 | Bristol City        | 38 | 12 | 8  | 18 | 45 | 60 | 0.750 | 32  |
| 17 | Middlesbrough       | 38 | 11 | 9  | 18 | 56 | 73 | 0.767 | 31  |
| 18 | Woolwich Arsenal    | 38 | 11 | 9  | 18 | 37 | 67 | 0.552 | 31  |
| 19 | Chelsea             | 38 | 11 | 7  | 20 | 47 | 70 | 0.671 | 29  |
| 20 | Bolton Wanderers    | 38 | 9  | 6  | 23 | 44 | 71 | 0.620 | 24  |

### Second Division
|    |                         | M  | Z  | R  | P  | B+ | B- | RB    | Pkt |
| -- | ----------------------- | -- | -- | -- | -- | -- | -- | ----- | --- |
| 1  | Manchester City         | 38 | 23 | 8  | 7  | 81 | 40 | 2.025 | 54  |
| 2  | Oldham Athletic         | 38 | 23 | 7  | 8  | 79 | 39 | 2.026 | 53  |
| 3  | Hull City               | 38 | 23 | 7  | 8  | 80 | 46 | 1.739 | 53  |
| 4  | Derby County            | 38 | 22 | 9  | 7  | 72 | 47 | 1.532 | 53  |
| 5  | Leicester City          | 38 | 20 | 4  | 14 | 79 | 58 | 1.362 | 44  |
| 6  | Glossop North End       | 38 | 18 | 7  | 13 | 64 | 57 | 1.123 | 43  |
| 7  | Fulham                  | 38 | 14 | 13 | 11 | 51 | 43 | 1.186 | 41  |
| 8  | Wolverhampton Wanderers | 38 | 17 | 6  | 15 | 64 | 63 | 1.016 | 40  |
| 9  | Barnsley                | 38 | 16 | 7  | 15 | 62 | 59 | 1.051 | 39  |
| 10 | Bradford Park Avenue    | 38 | 17 | 4  | 17 | 64 | 59 | 1.085 | 38  |
| 11 | West Bromwich Albion    | 38 | 16 | 5  | 17 | 58 | 56 | 1.036 | 37  |
| 12 | Blackpool               | 38 | 14 | 8  | 16 | 50 | 52 | 0.962 | 36  |
| 13 | Stockport County        | 38 | 13 | 8  | 17 | 50 | 47 | 1.064 | 34  |
| 14 | Burnley                 | 38 | 14 | 6  | 18 | 62 | 61 | 1.016 | 34  |
| 15 | Lincoln City            | 38 | 10 | 11 | 17 | 42 | 69 | 0.609 | 31  |
| 16 | Leyton Orient           | 38 | 12 | 6  | 20 | 37 | 60 | 0.617 | 30  |
| 17 | Leeds City              | 38 | 10 | 7  | 21 | 46 | 80 | 0.575 | 27  |
| 18 | Gainsborough Trinity    | 38 | 10 | 6  | 22 | 33 | 75 | 0.440 | 26  |
| 19 | Grimsby Town            | 38 | 9  | 6  | 23 | 50 | 77 | 0.649 | 24  |
| 20 | Birmingham City         | 38 | 8  | 7  | 23 | 42 | 78 | 0.538 | 23  |

M = rozegrane mecze; Z = zwycięstwa; R = remisy; P = porażki; B+ = bramki zdobyte; B- = bramki stracone; RB = stosunek bramek zdobytych do bramek straconych; Pkt = punkty